# Кловер клаб

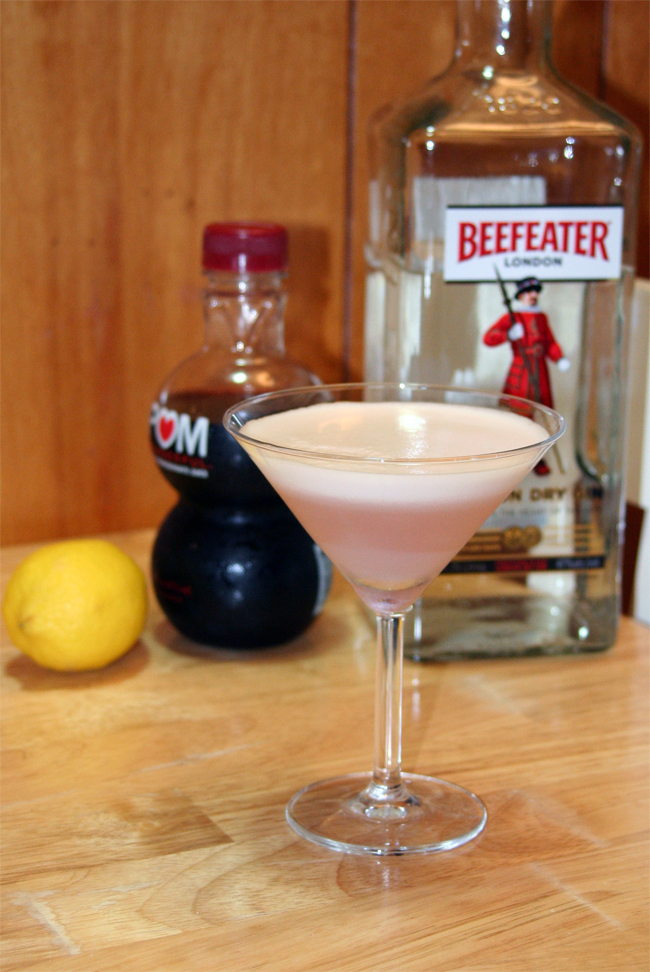
Коктейль «Кловер клаб»

Кловер клаб (англ. Clover Club) — алкогольний коктейль на основі джина, лимонного соку, малинового сиропу і яєчного білка. Яєчний білок додається заради появи характерної піни. Класифікується як коктейль на весь день (англ. All day cocktail). Належить до офіційних напоїв Міжнародної асоціації барменів (IBA), категорія «Незабутні» (англ. The Unforgettables).

## Історія
Найбільш рання публікація рецепта коктейлю сягає 1917 року, коли його опис з'явився у книзі The Ideal Bartender Томаса Буллока (англ. Thomas Bullock) та книзі Mrs. Norton's Cook-book: Selecting, Cooking, and Serving for the Home Table Жанетт Янг Нортон (англ. Jeanette Young Norton).
Коктейль з'явився до введення національної заборони на продаж, виробництво та транспортування алкоголю, яка діяла у США протягом 1920—1933 років і названий на честь філадельфійського чоловічого клубу, який проводив збори в готелі Bellevue-Stratford.
За твердженням Роберта Гесса, сам коктейль подавався в клубі вже в 1910 році. Як писав Джек Таунсенд в книзі The Bartender's Book (1951), в період розквіту напій демонстрував якщо не приналежність до членів однойменного клубу, то як мінімум обґрунтоване право людини, яка його замовляла, до них належати. Однак до середини XX століття коктейль втратив популярність та був забутий. Частково причиною цього було використання сирих яєць, яких побоювалися клієнти, а також складність приготування. Поєднання незвичайних інгредієнтів робило смак коктейлю складним: терпким і солодким — а яєчний білок забезпечував консистенцію і пінну шапку.

## Спосіб приготування
Коктейль складний в приготуванні через додаткові дії, що необхідні для формування пінної шапки. У декількох рецептах напій пропонується змішувати без льоду у шейкері, в одному випадку вказана тривалість — не менше хвилини. Після цього додається лід, щоб охолодити і розбавити суміш.
Традиційний рецепт: джин, лимонний сік, малиновий сироп і яєчний білок — використовується (станом на грудень 2014 року) у ресторані «Clover Club» (Бруклін).
В офіційному рецепті IBA склад коктейлю «Кловер клаб»:
- джин — 45 мл (4,5 cl),
- лимонний сік — 15 мл (1,5 cl),
- малиновий сироп — 15 мл (1,5 cl),
- білок яйця.

Метод приготування: шейк&стрейн. Усі компоненти ретельно збивають в шейкері і фільтрують в коктейльний келих або коктейльну чарку мартіні.